# Rishiri
Rishiri (利尻町?) è una cittadina giapponese della prefettura di Hokkaidō.